# Pontus Mellegård
Jakop Pontus Mellegård, född 21 juni 1990, är en svensk handbollstränare och tidigare handbollsspelare (mittnia). Han är äldre bror till handbollsspelaren Olivia Mellegård.

## Klubbar

### Som spelare
- Önnereds HK (–2014, moderklubb)
- HK Aranäs (2014–januari 2018)
- Redbergslids IK (jan. 2018–2020)
  - →  Önnereds HK (lån, 2020)

### Som tränare
- GF Kroppskultur (2020–2022)
- Redbergslids IK (2023, assisterande)